# Príncep Moriyoshi
El Príncep Morinaga o Príncep Moriyoshi (護良親王, Moriyoshi no shinnō, Morinaga no shinnō) (1308 - 12 d'agost de 1335 va ser un dels dos shōguns que va governar durant la Restauració Kenmu.
Era fill de l'Emperador Go-Daigo i Minamoto no Chikako. Va lluitar a favor de l'emperador, 
Go-Daigo va intentar prendre el poder el 1331 durant la Guerra Genkō. El príncep Moriyoshi va unir forces amb Kusunoki Masashige. Moriyoshi va defensar tenaçment la muntanya Yoshino. L'heroicitat de Masashige defensant el Castell de Chihaya, juntament amb els esforços de Moriyoshi per reunir tropes, van portar un gran nombre de guerrers a la causa lleial. El 1333, els senyors de la guerra rivals Ashikaga Takauji i Nitta Yoshisada s'havien unit a la causa; Yoshisada assetjaria Kamakura el mateix any. Quan la ciutat finalment va caure, el regent Hōjō Takatoki va fugir al temple de Tōshō, on ell i tota la seva família es van suïcidar. Això va marcar el final del poder del Clan Hōjō.
Va ser capturat per Ashikaga Takauji creient que s'havia aixecat contra el poder imperial. El germà de Takauji, Ashikaga Tadayoshi el va mantenir captiu en una cosa prop de l'actual Kamakura-gu durant nou mesos, abans de ser executat.